# José Casiraghi
Josè Miguel Maria Casiraghi (Milano, 29 gennaio 1987) è un canottiere italiano. Ha iniziato la sua attività nel 1996 per la Società Canottieri Milano. Dal 2011 ha vestito i colori del Gruppo Sportivo Marina Militare.
Atleta azzurro dal 2004 al 2016, oltre a diversi piazzamenti e podi internazionali e più volte campione italiano, nel 2008 conquista la medaglia d'argento mondiale nel quattro di coppia pesi leggeri ai mondiali under 23 di Brandeburgo, mentre nel 2009 si laurea campione del mondo nella medesima specialità, con il tempo di 5'49"69 che sarà il record del mondo per i successivi 7 anni.